# 237e division d'infanterie
La  237e division d'infanterie (en allemand : 237. Infanterie-Division ou 237. ID) est une des divisions d'infanterie de l'armée allemande (Wehrmacht) durant la Seconde Guerre mondiale.

## Historique
La 237. Infanterie-Division est formée le 12 juin 1944 sur le Truppenübungsplatz (terrain de manœuvre) de Milowitz (de) dans le Wehrkreis XIII en tant qu'élément de la 27. Welle (27e vague de mobilisation).
En septembre, elle est envoyée en Italie dans la zone Pola-Trieste sur les lignes arrière jusqu'en mars 1945 où elle est envoyée sur le front.
En avril 1945, elle est transférée sur les Balkans jusqu'à la fin de la guerre.

## Organisation

### Commandants
| Date                           | Grade           | Commandant         |
| ------------------------------ | --------------- | ------------------ |
| 12 juillet 1944 - ? avril 1945 | Generalleutnant | Hans von Grävenitz |
| ? avril 1945 - 8 mai 1945      | Oberst          | Karl Falkner       |

### Officiers d'opérations (Generalstabsoffiziere (Ia))
| Date                      | Grade               | Commandant       |
| ------------------------- | ------------------- | ---------------- |
| 1er juillet 1944 - ? 1945 | Oberstleutnant i.G. | Robert Gostischa |

## Théâtres d'opérations
- Tchécoslovaquie : juillet 1944 - septembre 1944
- Italie : septembre 1944 - avril 1945
- Balkans : avril 1945 - mai 1945

## Ordres de bataille
- Grenadier-Regiment 1046
- Grenadier-Regiment 1047
- Grenadier-Regiment 1048
- Divisions-Füsilier-Bataillon 237
- Artillerie-Regiment 237
  - I. Abteilung
  - II. Abteilung
  - III. Abteilung
  - IV. Abteilung
- Pionier-Bataillon 237
- Panzerjäger-Kompanie 237
- Feldersatz-Bataillon 237
- Divisions-Nachrichten-Abteilung 237
- Divisions-Nachschubführer 237